# Кароль Борис
Кароль Борис (пол. Karol Borys, нар. 28 вересня 2006, Отмухув, Польща) — польський футболіст, півзахисник «Шльонська».

## Ігрова кар'єра

### Клубна
Займатися футболом Кароль Борис почав у своєму рідному місті Отмухув. У 2013 році він приєднався до футбольної академії клубу «Шльонськ». У жовтні 2021 року футболіст підписав зклубом свій перший професійний контракт.
У лютому 2022 року Кароль Борис отримав запрощення на тижневе стажування в академії англійського «Манчестер Юнайтед». Повернувшись до Польщі, Борис почав виступи у другій команді «Шльонська». 21 травня того року він дебютував у першій команді в чемпіонаті Польщі і тим самим став наймолодшим дебютантом в історії клубу.
11 жовтня 2023 року англійська газета The Guardian назвала його одним з 60-ти найкращих футболістів світу 2006 року народження.

### Збірна
У 2023 році Кароль Борис у складі юнацької збірної Польщі (U-17) взяв участь у юнацькому чемпіонаті Європи, що проходив в Угорщині. Де його команда дісталася півфіналу.